# Renbeteslag

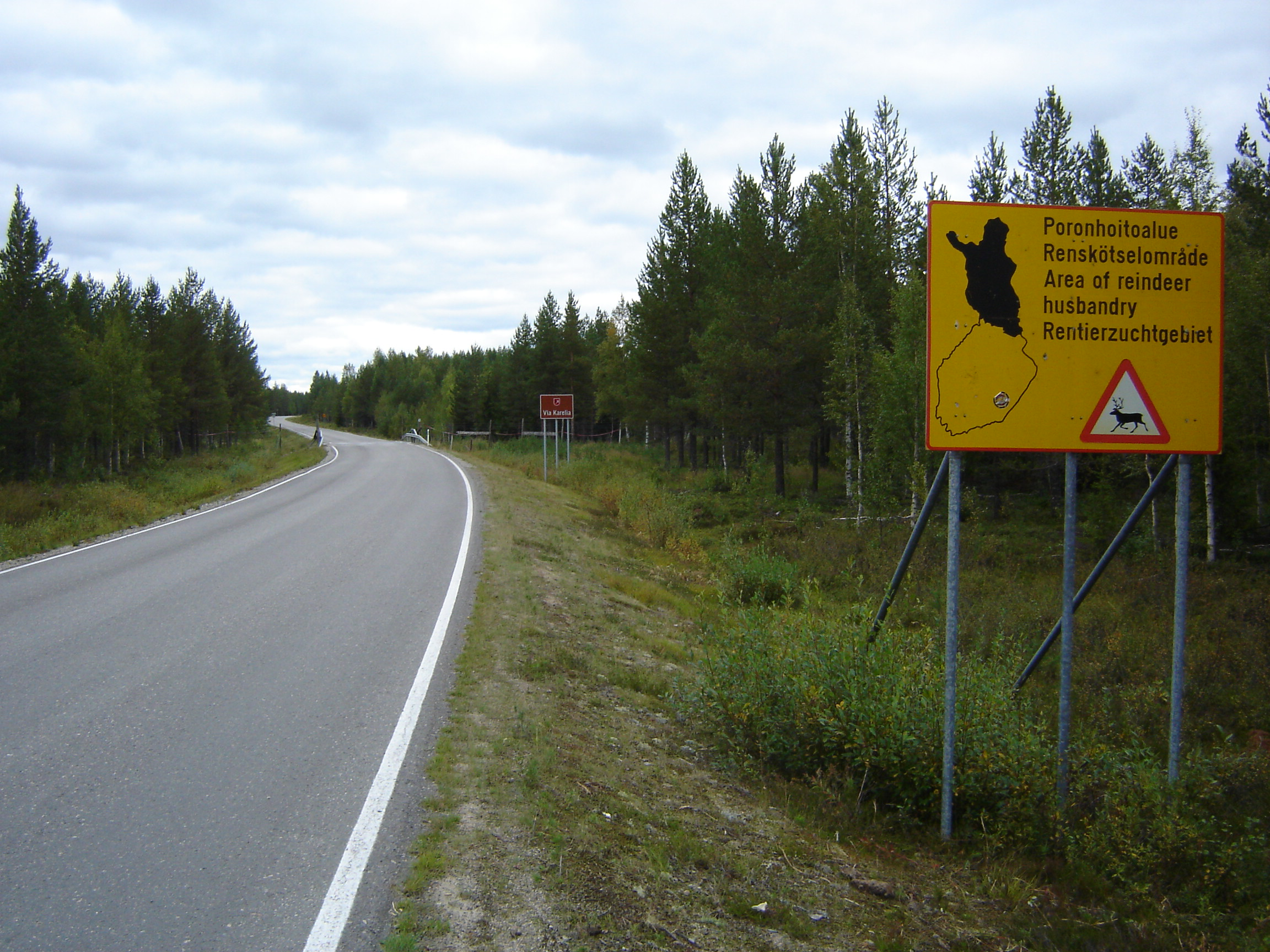
Renskötselområdets sydgräns sammanfaller här med gränsen mellan Kuhmo och Suomussalmi.

Ett renbeteslag (nordsamiska: bálggus, finska: paliskunta) är en av de 56 enheter inom vilka renskötsel bedrivs i Finland. Deras områden bildar tillsammans det finländska renskötselområdet.

## Renskötselrätten i Finland
I Finland kan man vara renägare om man är medborgare i ett land inom EES och har varaktig hemort inom renskötselområdet. Körrenar får dock ägas oberoende av hemort. Renbeteslagsföreningen får äga renar i försöks- och forskningssyfte. Renskötselområdet är 114 000 km² och omfattar den nordligaste tredjedelen av Finland, det vill säga Lapplands län, med undantag av kommunerna Kemi, Torneå och Keminmaa, samt de nordligaste delarna av Uleåborgs län.

## Renbeteslaget
Varje renägare som bedriver renskötsel är delägare i ett renbeteslag, som är en kooperativ organisation som verkar inom ett fastställt område. Renbeteslagen kom till som en följd av de särskilda förutsättningar under vilka de finska småbrukarnas renskötsel bedrevs. Under sommarmånaderna krävde jordbruken full uppmärksamhet, varför renhjordarna fick beta fritt på gemensamma marker.
Det är renbeteslagens uppgift att sköta om alla delägares renar och hindra dem från att göra skada eller förflytta sig till andra renbeteslags områden.
Varje delägare i renbeteslaget betalar en årsavgift vars storlek är beroende av antalet renar. Delägaren kan antingen erlägga sin avgift i pengar eller genom att utföra arbeten som renbeteslagets styrelse beslutar om. På stämman har varje delägare lika många röster som renar.
Varje renbeteslag har ett eget förvaltningssystem, som leds av en renvärd vald av renbeteslagets stämma. Dessutom väljs en vicevärd, en kassör och en styrelse med fyra medlemmar.
Renvärden är renbeteslagets förtroendevalda och samtidigt renbeteslagets ledare. Renvärden svarar för renbeteslaget, företräder det och övervakar att renskötsellagen och -förordningen samt de gemensamma besluten efterföljs i renbeteslaget. Renvärden ska också övervaka funktionärernas arbete och verksamhet i renbeteslaget, så att bestämda tider efterföljs och att alla arbeten blir gjorda i tid.
Renskötselförordningen innehåller en förteckning över renvärdens uppgifter. Renvärden utför sitt uppdrag under tjänsteansvar.
I Sverige motsvaras renbeteslaget av samebyn, i Norge av renbetesdistrikt.